# Musschia aurea
Musschia aurea — вид рослин з родини дзвоникові (Campanulaceae), ендемік Мадейри.

## Поширення
Ендемік архіпелагу Мадейра (о-ви Мадейра, Дезерташ).
Населяє морські скелі.

## Загрози та охорона
Найважливішими загрозами є сільське та лісове господарство, урбанізація, мережі зв'язку та природні катастрофи, такі як зсуви. Цей вид також потерпає через конкуренцію з екзотичними та місцевими видами.
Musschia aurea наведено в Додатку II Директиви про біографію та додатку I до Конвенції про охорону європейської дикої природи та природних середовищ існування (Бернська конвенція).